# Grindløse-Klinte-Nørre Sandager Pastorat
Grindløse-Klinte-Nørre Sandager Pastorat er et pastorat, beliggende i Bogense Provsti i  	Fyens Stift. Det består af følgende sogne:
- Grindløse Sogn
- Klinte Sogn
- Nørre Sandager Sogn